# Porn Studies (revue)
Porn Studies est une revue scientifique trimestrielle consacrée à l'étude de la pornographie. 
Lancée en 2014, elle est publiée par Routledge. 
Ses fondatrices et actuelles rédactrices en chef sont Feona Attwood et Clarissa Smith.

## Mandat
Dans l'article d'introduction du premier numéro de la revue, paru en janvier 2014, Attwood et Smith expliquent la pertinence de consacrer le contenu d'une revue entière à la pornographie. 
Porn Studies arrive en effet à une époque où, affirment-elles, le milieu universitaire s'intéresse de plus en plus aux questions entourant l'expansion rapide de la pornographie dans le discours social. 
Les questions de sa diffusion sur Internet, ses liens supposés avec la violence faite aux femmes et la culture du viol, les jugements moraux dont elle fait l'objet dans les discours public, juridique et administratif, motivent tout particulièrement les auteures à créer un « espace dédié à l'exploration de la complexité et du potentiel de la recherche en pornographie.» Attwood et Smith se basent entre autres sur l'émergence du débat sur la pornographie qui survient après la publication du livre Hard Core: Power, Pleasure and the "Frenzy of the Visible" (1989), de Linda Williams. 
L'entreprise est motivée aussi par l'omniprésence de la technologie dans la vie quotidienne des gens. Le développement technologique, par la voie du numérique, fait aujourd'hui en sorte que la pornographie, dans sa diffusion immédiate et sa manière nouvelle de se vendre sur Internet, prend de plus en plus part à la vie d'un nombre croissant d'individus. 
La revue propose donc de se pencher sur la manière dont la pornographie se définit en lien avec les pratiques qu'on en fait, et comment elle se transforme par le rapport à la sexualité et à la technologie.
Enfin, Porn Studies privilégie une approche multidisciplinaire afin de fonder un dialogue entre tous les champs d'études susceptibles de s'approprier le discours pornographique. Attwood et Smith insistent sur le fait que « les discours culturel, économique, politique, féministe, artistique, psychologique, médical et médiatique contribuent tous à un examen de la pornographie, mais que cela nécessite l'usage de langages spécialisés et de concepts qui sont chargés de leurs propres implications, historicités et problématiques.» Ce qui, ultimement, peut mener à des différends entre les disciplines. 
En créant un espace ouvert au dialogue et réunissant des professionnels de tous les milieux universitaires des sciences sociales, Porn Studies aspire à devenir « un lieu incontournable », une « archive » de la réflexion sur la pornographie qui serait le résultat d'un travail de toutes les disciplines.

## Réception et critiques
Le quotidien britannique The Guardian analyse l'arrivée de la revue dans le milieu éditorial universitaire comme relevant d'une critique implicite de l'échec des cultural studies à explorer la pornographie comme sujet d'étude, un reflet de la dispute, patente durant la deuxième vague féministe, entre sympathisants et opposants à la pornographie.
L'annonce de la création de la revue a été vertement critiquée par des militants anti-pornographie. Gail Dines, activiste anti-pornographie, compare Attwood et Smith aux climatosceptiques, les traitant de « meneuses de claque de l'industrie ».
Le magazine américain Time insiste sur le fait que « quiconque rechercherait une excitation sexuelle [dans cette revue] serait déçu (à moins que ce qui vous excite soit l'analyse sociologique, auquel cas — c'est votre jour de chance) ». 
Selon un autre magazine américain, The Atlantic, « le seul fait de son existence, rendue publique à la mi-2013, devient l'occasion d'un événement médiatique. Mais les articles de la revue articulent avec sérieux les préoccupations à la croisée des études sur les médias et de celles sur la pornographie. Porn Studies n'est pas une blague, quoique cela en soulage beaucoup de la considérer comme telle ». 
Dans un entretien accordé au magazine culturel Les Inrocks, Stephen des Aulnois, rédacteur du site web Le Tag Parfait, affirme dans que les études comme celles de la revue Porn Studies ont tendance à « mettre en opposition le porno qu’elles aimeraient voir idéalement, et la réalité du porno. On oublie le consommateur lambda, qui n’est pas quelqu’un qu’il faut décrier : il est aussi intéressant que le consommateur qui regarde du porno queer par exemple ».